# Château de Montgiroux
Le château de Montgiroux est un château français situé à Saint-Germain-d'Anxure et à Alexain, dans le département de la Mayenne et la région des Pays de la Loire.

## Désignation
- W. de Mongerol, 1123 (Act. Pont. Cenom., p. 343).
- O. de Montgiriol, 1150 (Cartulaire de l'Abbaye de Savigny).
- O. de Montegirulfi, XIIe siècle (Cartulaire de l'Abbaye de Savigny).
- H. de Montegeroldi, XIIe siècle (Cartulaire de l'Abbaye de Savigny).
- G. de Montgirolt, 1222 (Cartulaire de l'Abbaye de Savigny).
- G. de Montegerulfi, 1225 (Cartulaire de l'Abbaye de Savigny).
- G. de Mongeroul, 1233 (Cartulaire de l'Abbaye de Savigny).
- G. de Montgeroul… G. de Montegeroul, 1294 (Cartulaire de l'Abbayette, p. 47).
- Feodum de Montegeruli, 1307 (Cartulaire de l'Abbaye de Fontaine-Daniel, p. 260).
- G. de Mongeroul, 1354 (Cartulaire de l'Abbaye de Fontaine-Daniel, p. 260).
- Le pont de Mongeroul, 1454 (Archives nationales, R/5. 383).
- Montgirou, moulins sur l'Anxure et sur la Mayenne, chapelle entre les deux bras de l'Anxure, ni château ni pont (Hubert Jaillot).
- Montgirou, village, moulins (Carte de Cassini).

## Histoire
C'est sans doute à Montgiroux, « entre la Mayenne et l'Anxure », que se tint vers 1058 un conciliabule entre Robert de France, fils d'Henri Ier, roi de France, Geoffroy II de Mayenne et Hamon de Laval, qui visait probablement Guillaume le Conquérant, alors jeune duc de Normandie. 
« La terre, fiefs et seigneurie de Montgiroul, situés en la paroisse de Saint-Germain-d' Anxure, consistant en une maison seigneuriale, chapelle, fiefs, hommes, vassaux, haute, moyenne et basse justice, domaine, métairie de l'Écottay, Bois-Gigan, pâturages, rivières, moulin des Communes et moulin Morand », furent acquis par le cardinal Jules Mazarin, à condition qu'ils ne seraient point réunis au Duché de Mayenne, mais en relèveraient en plein fief comme auparavant. 
On donne pour l'ancien manoir un grand logis (du XVe siècle ou du XVIe siècle) sur l'Anxure, près d'un petit pont en dos d'âne, affectant l'arc brisé. Dans la façade du logis dominé par la colline sont percés des trous pour les pigeons ; sièges en pierre dans les embrasures des fenêtres. L'escalier était dans une tourelle qu'on a abattue. A signaler encore dans le village une maison à cheminée ronde.

## Chapelle
La chapelle Saint-Laurent, annexée dès le XVe siècle à la cure de Saint-Germain-d'Anxure, était plus près de la Mayenne ; on en voit encore un pan de mur surmonté d'une croix provenant de l'ancienne église d'Alexain.

## Village
Le village (en Alexain), qualifié bourg en 1617, au confluent de la Mayenne et de l'Anxure, dominé par une côte abrupte sur la rive droite, est un des plus anciens passages de la Mayenne. Des monnaies romaines ont été trouvées dans le lit de la rivière en établissant les piles du pont. 

## Le Pont
L'évêque du Mans, les abbés de Savigny et de Fontaine-Daniel, nombre de seigneurs, de villes, devaient contribuer à l'entretien du pont de Montgiroux. La prévôté de Villaines-la-Juhel est saisie en 1453 sur le vicomte de Beaumont pour l'obliger à le refaire. Le seigneur de Montgiroux, assigné en cour du Mans parce que le passage est impraticable, 1411, répond qu'il ne doit entretenir que « ung arche de boys qui est au pont » et qu'elle est en état. On lui reproche aussi en 1414 d'exiger un péage excessif : 4 deniers par charrette et 1 denier par bête de somme, chargée ou non. Il est fait mention en 1723 d'un fief ou féage de Montgiroux appartenant au seigneur de Bourgon (Montourtier).
Il y avait aussi une chaussée qui servait aux eaux basses et un bac. Hubert Jaillot et la Carte de Cassini n'indiquent pas le pont. Un poste de gabelle exista toujours dans le village. 
Le pont en pierre, construit vers 1832 par une société particulière (Collet et Cie), était soumis à un péage de 80 ans, racheté seulement en 1878 pour 30 000 francs. Il fut miné en 1870, mais ne sauta pas ; en 1884, on l'a élargi et l'on a remplacé au XIXe siècle une des arches en pierre par une arche en fer pour le passage des bateaux.
Le pont de Montgiroux, le seul qui existât entre Mayenne et Saint-Jean-sur-Mayenne, servit de passage à une fraction de l'armée française en 1871 dès le 15 janvier 1871. Le 17 janvier 1871, la brigade du général Félix du Temple s'établit sur le versant de la colline ; une batterie d'artillerie fut braquée dans le parc et des mitrailleuses furent disposées à l'Ecluse de l'Écottay. Le général Félix du Temple eut son quartier général au château jusqu'à la fin de l'armistice.

## Château
Le château moderne qui domine si heureusement la vallée, construit de 1863 à 1869 sur les plans de Pierre-Félix Delarue et son fils, et terminé en 1901 par M. Beignet, comprend un corps central à peu près carré avec avant-corps aux façades orientale et occidentale et deux pavillons rectangulaires aux angles N.-O. et S.-O. Toutes ces annexes sont plus élevées que la partie centrale et donnent du mouvement et quelque chose de dégagé à la silhouette de l'édifice. 

## Sources et bibliographie
- « Château de Montgiroux », dans Alphonse-Victor Angot et Ferdinand Gaugain, Dictionnaire historique, topographique et biographique de la Mayenne, Laval, A. Goupil, 1900-1910 [détail des éditions] (BNF 34106789, présentation en ligne)